# Petit-Mesnil
Petit-Mesnil est une commune française, située dans le département de l'Aube en région Grand Est.

## Géographie

### Localisation
Petit-Mesnis est un un village-rue rural  long de 3 km, situé à 9 km à vol d'oiseau au sud-est de Brienne-le-Château, 41 km au sud-ouest de Saint-Dizier, 48 km au nord-ouest de Chaumont, 30 km au nord-est de Bar-sur-Seine et à 38 km à l'est de Troyes.
La commune se trouve dans l'aire d'attraction de Brienne-le-Château ainsi que dans son bassin de vie, et dans la zone d'emploi de Troyes.

### Communes limitrophes
Les communes limitrophes sont  Brienne-la-Vieille, Chaumesnil, La Chaise, La Rothière, Trannes, Vernonvilliers et Éclance.
| Brienne-la-Vieille | Chaumesnil   | La Chaise      |
|                    | Petit-Mesnil |                |
| La Rothière        |              | Vernonvilliers |

### Géologie et relief
La superficie de la commune est de 14,83 km2 ; son altitude varie de 131  à   182 mètres.
Le territoire communal s'étend de la plaine graveleuse de la vallée de l’Aube aux terres argileuses de la colline de Beauvoir

### Hydrographie

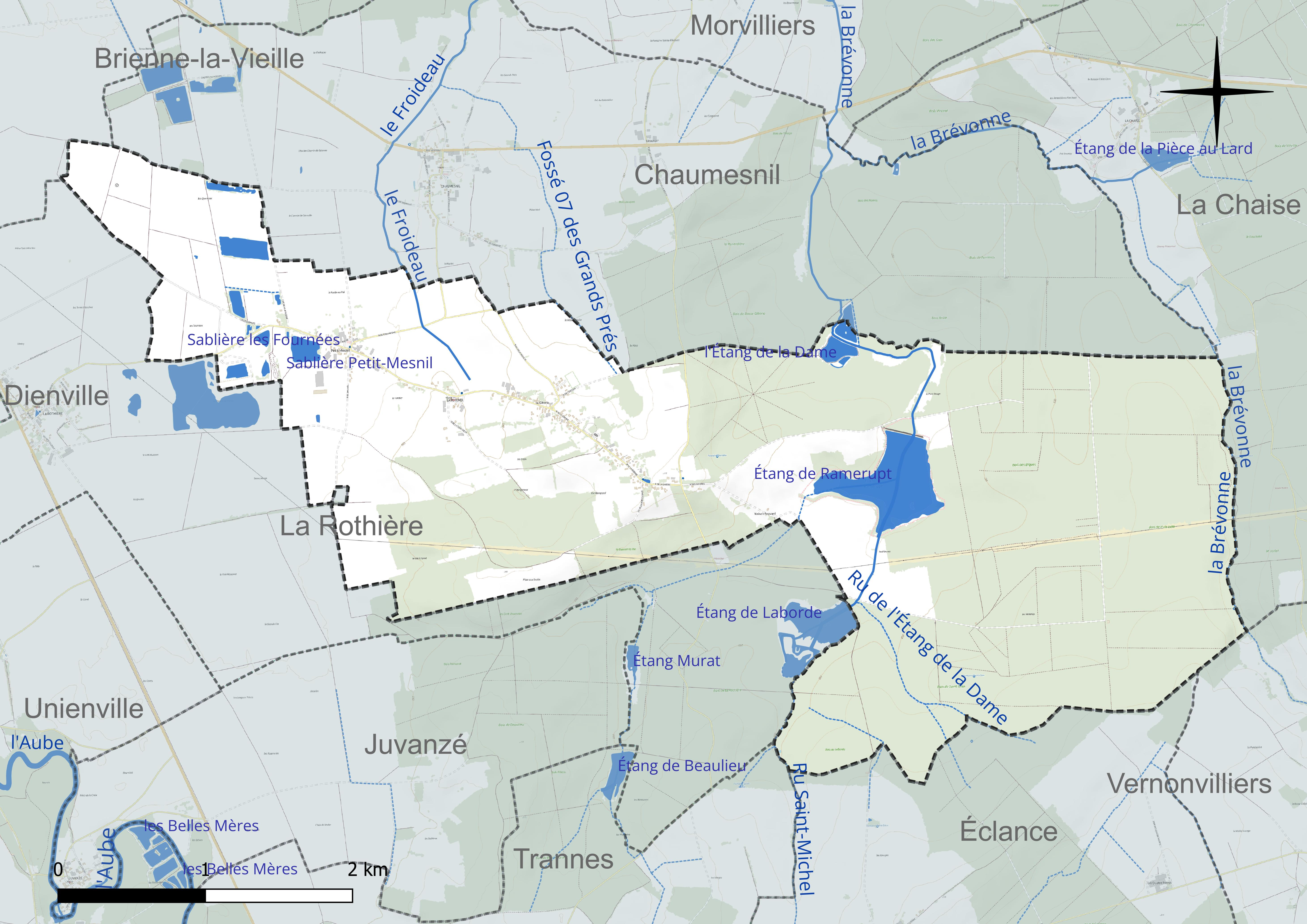
Réseau hydrographique de Petit-Mesnil.

La commune est dans la région hydrographique « la Seine de sa source au confluent de l'Oise (exclu) » au sein du bassin Seine-Normandie.
Elle est drainée par le Froideau, le Fossé 01 du Bois de Laborde, le Fossé 07 des Grands Prés, le ru de l'Étang de la Dame, le ru Saint-Michel et divers autres petits cours d'eau,.
Cinq plans d'eau complètent le réseau hydrographique : la sablière les Fournées (1,1 ha), la sablière Petit-Mesnil (2,8 ha), le plan d'eau du Bois de la Rothière, d'une superficie totale de 3,3 ha (0 ha sur la commune), l'étang de la Dame (2,6 ha) et l'étang de Ramerupt (27 ha),.

### Climat
Pour des articles plus généraux, voir Climat du Grand Est et Climat de l'Aube.
En 2010, le climat de la commune est de type climat océanique dégradé des plaines du Centre et du Nord, selon une étude du Centre national de la recherche scientifique s'appuyant sur une série de données couvrant la période 1971-2000. En 2020, Météo-France publie une typologie des climats de la France métropolitaine dans laquelle la commune est exposée à un climat océanique altéré et est dans la région climatique Lorraine, plateau de Langres, Morvan, caractérisée par un hiver rude (1,5 °C), des vents modérés et des brouillards fréquents en automne et hiver.
Pour la période 1971-2000, la température annuelle moyenne est de 10,5 °C, avec une amplitude thermique annuelle de 15,9 °C. Le cumul annuel moyen de précipitations est de 803 mm, avec 11,8 jours de précipitations en janvier et 8,6 jours en juillet. Pour la période 1991-2020, la température moyenne annuelle observée sur la station météorologique de Météo-France la plus proche, « Mathaux-Étape », sur la commune de Mathaux à 9 km à vol d'oiseau, est de 11,5 °C et le cumul annuel moyen de précipitations est de 733,9 mm. 
La température maximale relevée sur cette station est de 41,5 °C, atteinte le 25 juillet 2019 ; la température minimale est de −18 °C, atteinte le 2 janvier 1997,,.
Les paramètres climatiques de la commune ont été estimés pour le milieu du siècle (2041-2070) selon différents scénarios d'émission de gaz à effet de serre à partir des nouvelles projections climatiques de référence DRIAS-2020. Ils sont consultables sur un site dédié publié par Météo-France en novembre 2022.

### Milieux naturels et biodiversité

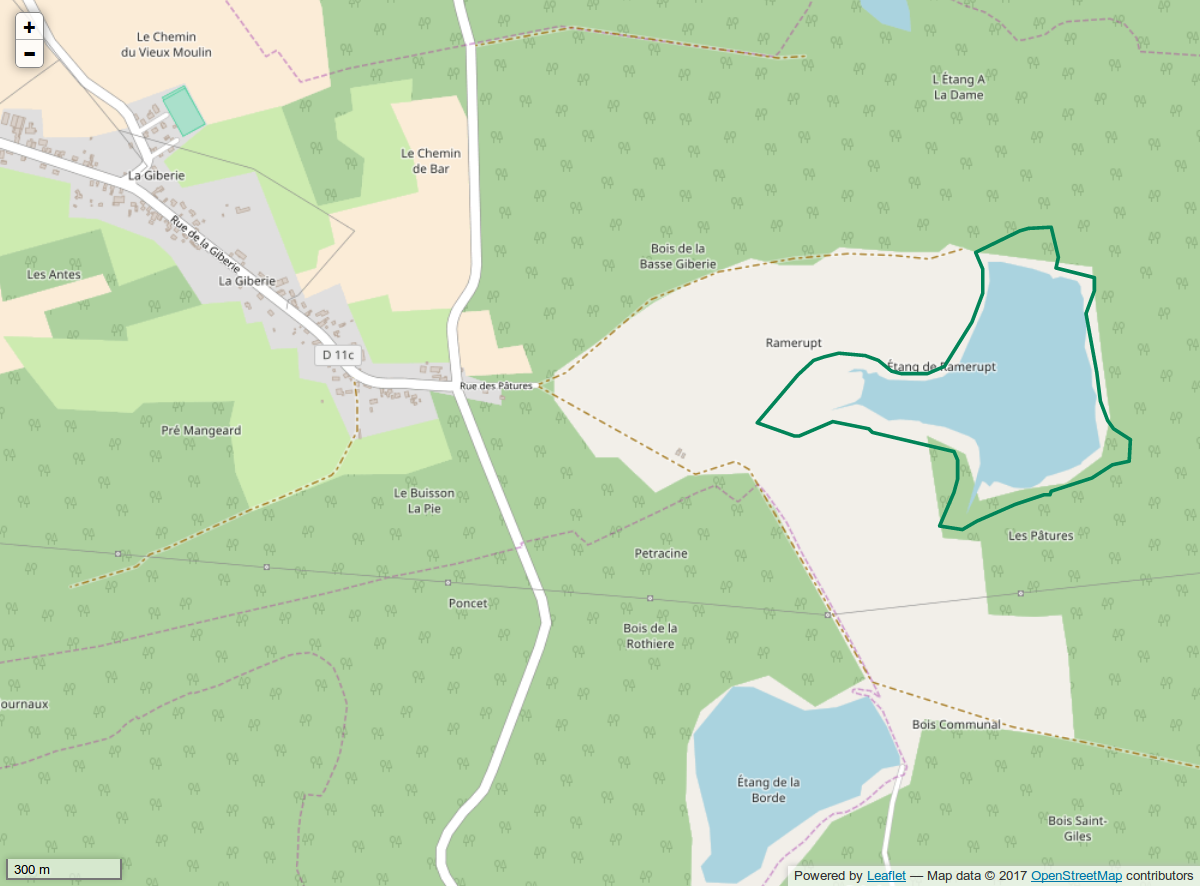
Périmètre de la réserve naturelle régionale.

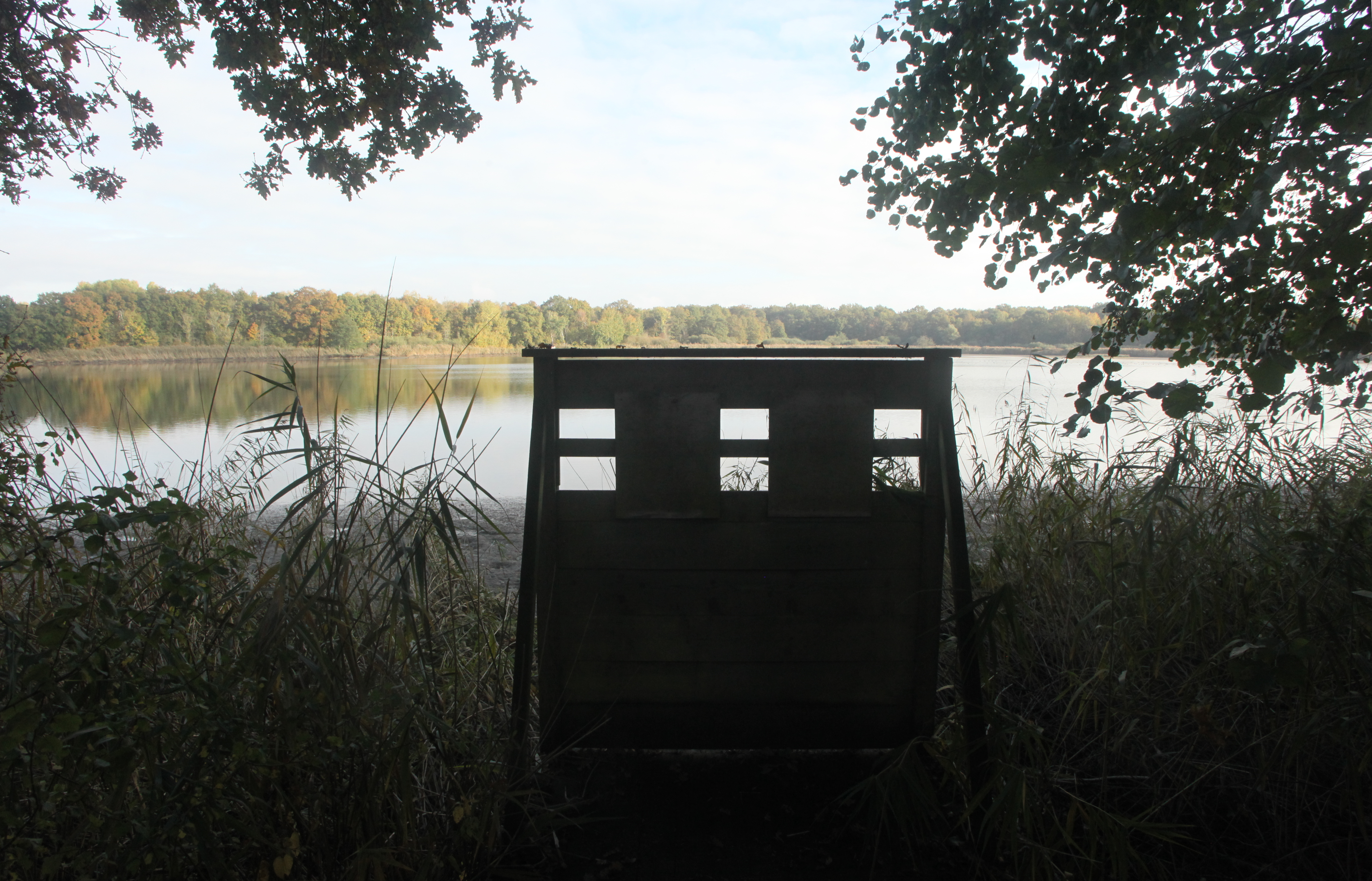
L'étang de Ramerupt et un poste d'(observation.

La réserve naturelle régionale  de l'Étang de Ramerupt est située sur le territoire de la commune.

## Urbanisme

### Typologie
Au 1er janvier 2024, Petit-Mesnil est catégorisée commune rurale à habitat dispersé, selon la nouvelle grille communale de densité à 7 niveaux définie par l'Insee en 2022.
Elle est située hors unité urbaine. Par ailleurs la commune fait partie de l'aire d'attraction de Brienne-le-Château, dont elle est une commune de la couronne,. Cette aire, qui regroupe 30 communes, est catégorisée dans les aires de moins de 50 000 habitants,.

### Occupation des sols

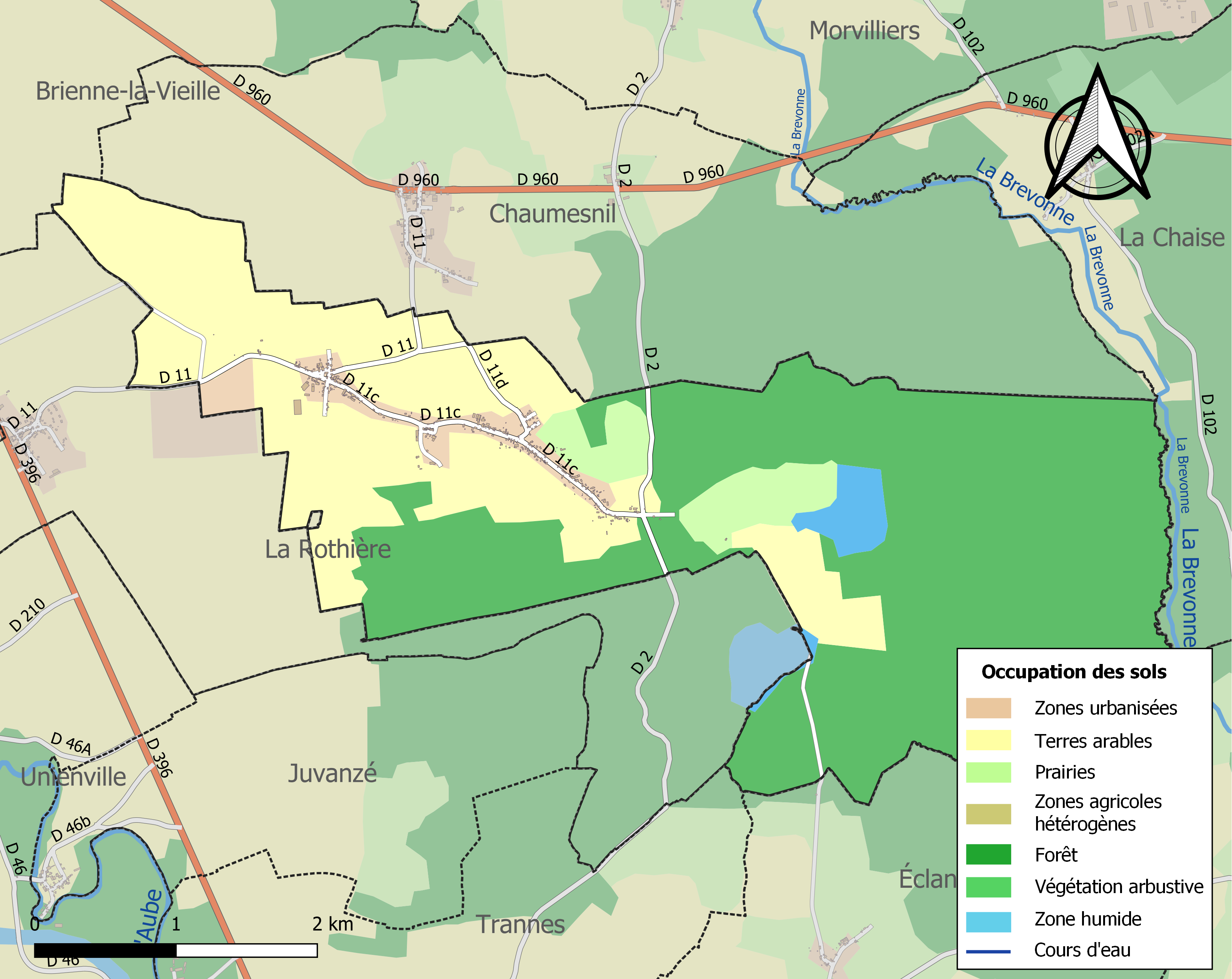
Carte des infrastructures et de l'occupation des sols de la commune en 2018 (CLC).

L'occupation des sols de la commune, telle qu'elle ressort de la base de données européenne d’occupation biophysique des sols Corine Land Cover (CLC), est marquée par l'importance des forêts et milieux semi-naturels (57,9 % en 2018), une proportion sensiblement équivalente à celle de 1990 (58,2 %).
La répartition détaillée en 2018 est la suivante : forêts (57,9 %), terres arables (31,4 %), prairies (4,8 %), zones urbanisées (3,2 %), eaux continentales (2 %), mines, décharges et chantiers (0,7 %).
L'évolution de l’occupation des sols de la commune et de ses infrastructures peut être observée sur les différentes représentations cartographiques du territoire : la carte de Cassini (XVIIIe siècle), la carte d'état-major (1820-1866) et les cartes ou photos aériennes de l'IGN pour la période actuelle (1950 à aujourd'hui).

### Lieux-dits, hameaux et écarts
Petit-Mesnil a un hameau, établi en continuité du village, la Giberie.

### Habitat et logement
En 2016 et 2021, le nombre total de logements dans la commune était de 113, alors qu'il était de 111 en 2011.
Parmi ces logements, 84,6 % étaient des résidences principales, 9,9 % des résidences secondaires et 5,4 % des logements vacants. Ces logements étaient pour 97,4 % d'entre eux des maisons individuelles et pour 0,9 % des appartements.
Le tableau ci-dessous présente la typologie des logements à Petit-Mesnil en 2021 en comparaison avec celle de l'Aube et de la France entière. Une caractéristique marquante du parc de logements est ainsi une proportion de résidences secondaires et logements occasionnels (9,9 %) supérieure à celle du département (4,9 %) et à celle de la France entière (9,7 %). 
| Typologie                                               | Petit-Mesnil | Aube | France entière |
| ------------------------------------------------------- | ------------ | ---- | -------------- |
| Résidences principales (en %)                           | 84,6         | 85,8 | 82,2           |
| Résidences secondaires et logements occasionnels (en %) | 9,9          | 4,9  | 9,7            |
| Logements vacants (en %)                                | 5,4          | 9,3  | 8,1            |

### Voies de communication et transports
La commune est aisément accessible depuis les anciennes RN 19 et RN 60 (actuelles RD 619 et RD 960) qui la relient à Brienne-le-Château, Toul et Bar-sur-Aube.

## Toponymie
La localité a été dénommée Petit Maigni en 1301, Petit magnil auXVIe siècle, Petit Mesgnil au XVIIe siècle, Petit Menil en 1720 et Petit Mesnil à la fin du XVIIIe siècle.

## Histoire

### Moyen Âge
Les premières traces de la localité remontent au XIIe siècle.
Le fief du village relevait de la seigneurie de Brienne au XIIIe siècle.

### Temps modernes
Le fief appartient en  1516 à Jacques Le Morhier.

## Politique et administration

### Rattachements administratifs et électoraux

#### Rattachements administratifs
La commune se trouve depuis 1926 dans l'arrondissement de Bar-sur-Aube du département de l'Aube.
Elle faisait partie depuis 1801 du canton de Soulaines-Dhuys. Dans le cadre du redécoupage cantonal de 2014 en France, cette circonscription administrative territoriale a disparu, et le canton n'est plus qu'une circonscription électorale.

#### Rattachements électoraux
Pour les élections départementales, la commune fait partie depuis 2014 du canton de Bar-sur-Aube.
Pour l'élection des députés, elle fait partie de la première circonscription de l'Aube.

### Intercommunalité
Petit-Mesnil était membre de la petite communauté de communes de Soulaines, un établissement public de coopération intercommunale (EPCI) à fiscalité propre créé en 1994 et auquel la commune avait transféré un certain nombre de ses compétences, dans les conditions déterminées par le code général des collectivités territoriales.
Dans le cadre des dispositions de la loi portant nouvelle organisation territoriale de la République du 7 août 2015, qui prévoit que les établissements publics de coopération intercommunale (EPCI) à fiscalité propre doivent avoir un minimum de 15 000 habitants, cette intercommunalité a fusionné avec la communauté de communes des Rivières pour former, le 1er janvier 2017, la communauté de communes de Vendeuvre-Soulaines, dont est désormais membre la commune.

### Liste des maires
| Période                                  | Période                        | Identité      | Étiquette | Qualité                                                  |
| ---------------------------------------- | ------------------------------ | ------------- | --------- | -------------------------------------------------------- |
| Les données manquantes sont à compléter. |                                |               |           |                                                          |
|                                          |                                |               |           |                                                          |
| avant 1857                               |                                | M. Benoist    |           |                                                          |
|                                          |                                |               |           |                                                          |
| juin 1995                                | décembre 2022                  | Guy Verdin    | LR        | Agriculteur retraité Démissionnaire pour raison de santé |
| janvier 2023                             | En cours (au 30 novembre 2023) | Patrick Klein |           | Ancien militaire de la gendarmerie puis tenancier        |

## Équipements et services publics
Petit-Mesnil dispose d'une bibliothèque intercommunale.

## Population et société

### Démographie
L'évolution du nombre d'habitants est connue à travers les recensements de la population effectués dans la commune depuis 1793. Pour les communes de moins de 10 000 habitants, une enquête de recensement portant sur toute la population est réalisée tous les cinq ans, les populations de référence des années intermédiaires étant quant à elles estimées par interpolation ou extrapolation. Pour la commune, le premier recensement exhaustif entrant dans le cadre du nouveau dispositif a été réalisé en 2008.

En 2022, la commune comptait 202 habitants, en évolution de −8,6 % par rapport à 2016 (Aube : +0,7 %, France hors Mayotte : +2,11 %).
| 1793 | 1800 | 1806 | 1821 | 1831 | 1836 | 1841 | 1846 | 1851 |
| ---- | ---- | ---- | ---- | ---- | ---- | ---- | ---- | ---- |
| 244  | 298  | 291  | 276  | 320  | 345  | 359  | 379  | 406  |

| 1856 | 1861 | 1866 | 1872 | 1876 | 1881 | 1886 | 1891 | 1896 |
| ---- | ---- | ---- | ---- | ---- | ---- | ---- | ---- | ---- |
| 397  | 381  | 371  | 328  | 329  | 312  | 306  | 292  | 279  |

| 1901 | 1906 | 1911 | 1921 | 1926 | 1931 | 1936 | 1946 | 1954 |
| ---- | ---- | ---- | ---- | ---- | ---- | ---- | ---- | ---- |
| 269  | 247  | 227  | 169  | 170  | 174  | 199  | 229  | 209  |

| 1962 | 1968 | 1975 | 1982 | 1990 | 1999 | 2006 | 2008 | 2013 |
| ---- | ---- | ---- | ---- | ---- | ---- | ---- | ---- | ---- |
| 168  | 176  | 154  | 196  | 213  | 215  | 231  | 236  | 232  |

| 2018 | 2022 | - | - | - | - | - | - | - |
| ---- | ---- | - | - | - | - | - | - | - |
| 210  | 202  | - | - | - | - | - | - | - |

## Culture locale et patrimoine

### Lieux et monuments
- L'église saint Etienne est une construction du XIXe siècle sur une base plus ancienne remontant au XIIe siècle[23].
Elle contient un autel et un retable provenant de l’abbaye de Basse-Fontaine[2].
- Deux lavoirs, datant de 1840 et de 1894, ainsi que nombreux puits de pierre jalonnent la rue principale[2].

- Château du XIXe siècle à la Giberie, qui a été habité par Pépin Marcheré, négociant en bois exploitant la forêt environnante, et qui fit construire des maisons à pans de bois pour y loger ses bucherons et charbonniers[16].
- Calvaire de la Potence[2].
- La commune abrite également la réserve naturelle de l'Étang de Ramerupt[2].

### Gastronomie
La commune a donné son nom à un fromage fermier  fabriqué à partir de lait cru de vache et  coloré au roucou.

### Personnalités liées à la commune
Napoléon Ier a surveillé le déroulement de la bataille de La Rothière en 1814 depuis la Giberie.

## Pour approfondir